# 斯普林萊克 (新澤西州)
斯普林萊克（英語：Spring Lake）是位於美國新澤西州蒙茅斯縣的自治市鎮。

## 人口
根據2020年美國人口普查的數據，斯普林萊克的面積為4.52平方千米，當中陸地面積為3.45平方千米，而水域面積為1.07平方千米。當地共有人口2789人，而人口密度為每平方千米617人。